# Obama burmeisteri
Obama burmeisteriは、リクウズムシ科の一種。南アメリカ大陸に生息。

## 特徴
最大2cm。尾から頭にかけての黄色から白のグラデーションのような中央の線、茶色い体、小さな白い斑点がある。
体の太いものが多い。